# NTTテレパーク堂島

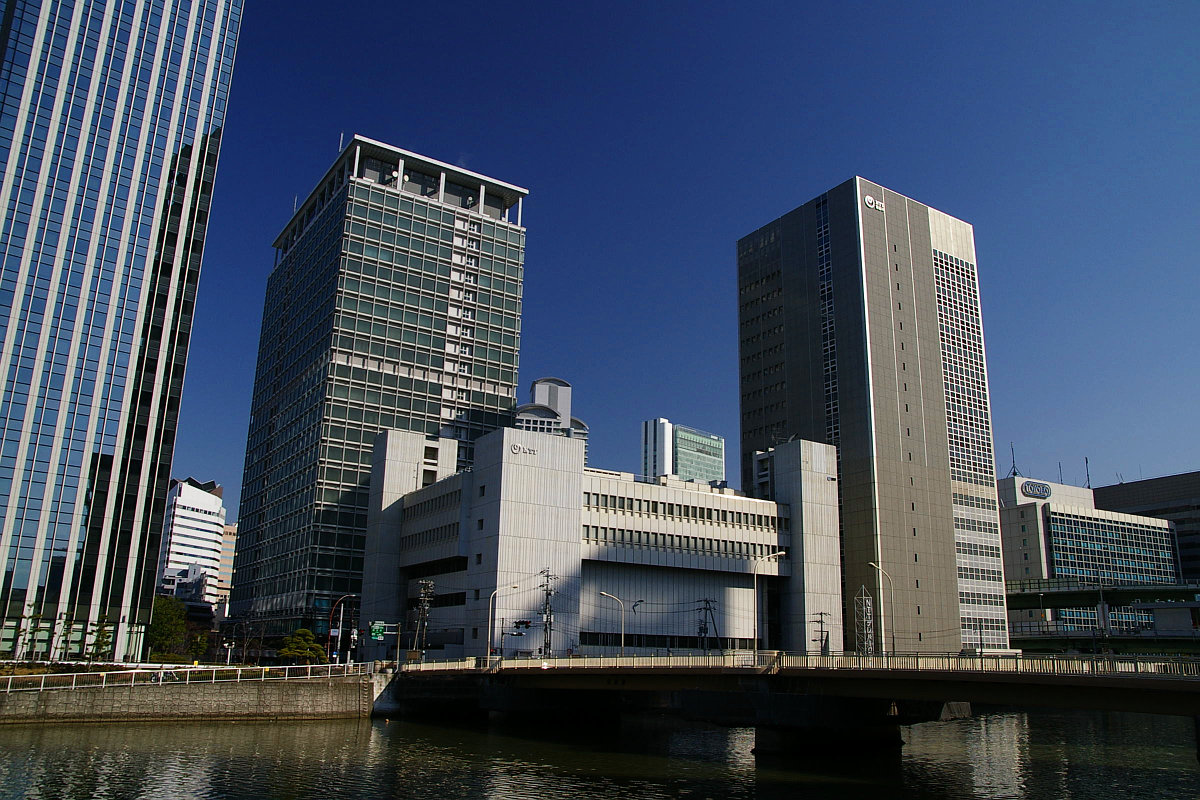
NTTテレパーク堂島 全景

NTTテレパーク堂島（エヌ・ティ・ティテレパークどうじま、英語：NTT Telepark Dojima）とは、大阪市北区堂島3丁目にある情報通信施設。

## 概要
NTTグループ各社が保有するビル群、通信アンテナ等で構成されており、主に各社の事務所およびデータセンターとして利用されている。これらの街区は、大阪大学微生物研究所跡地に建設されている。

## テレパーク堂島第一ビル
住所
- 大阪市北区堂島3-1-59

入居企業、棟内施設

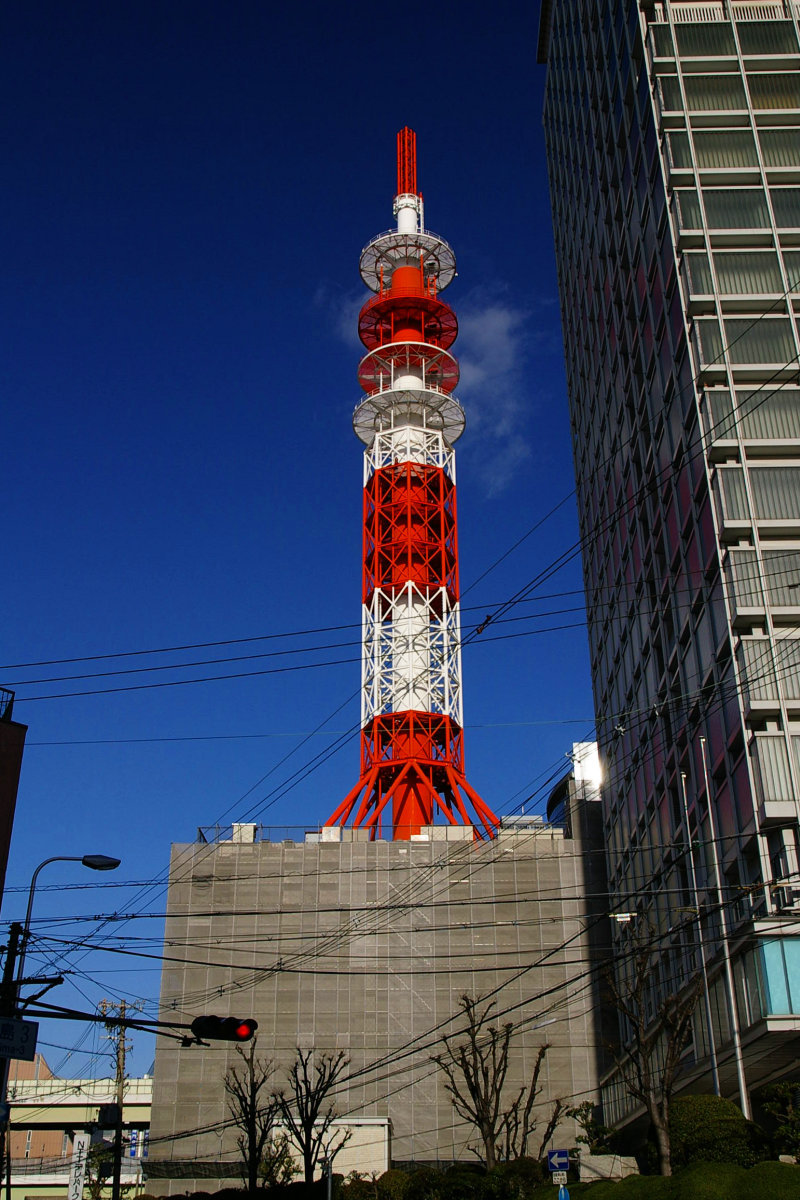
第一ビル

- NTTコミュニケーションズ 西日本営業本部
- NTTファシリティーズ
- NSPIXP-3（インターネットエクスチェンジ）
- JPNAP大阪（インターネットエクスチェンジ）

## テレパーク堂島第二ビル
住所
- 大阪市北区堂島3-1-2

建築仕様
- 高さ 99.95m
- 階数 地上19階、棟屋2階、地下3階

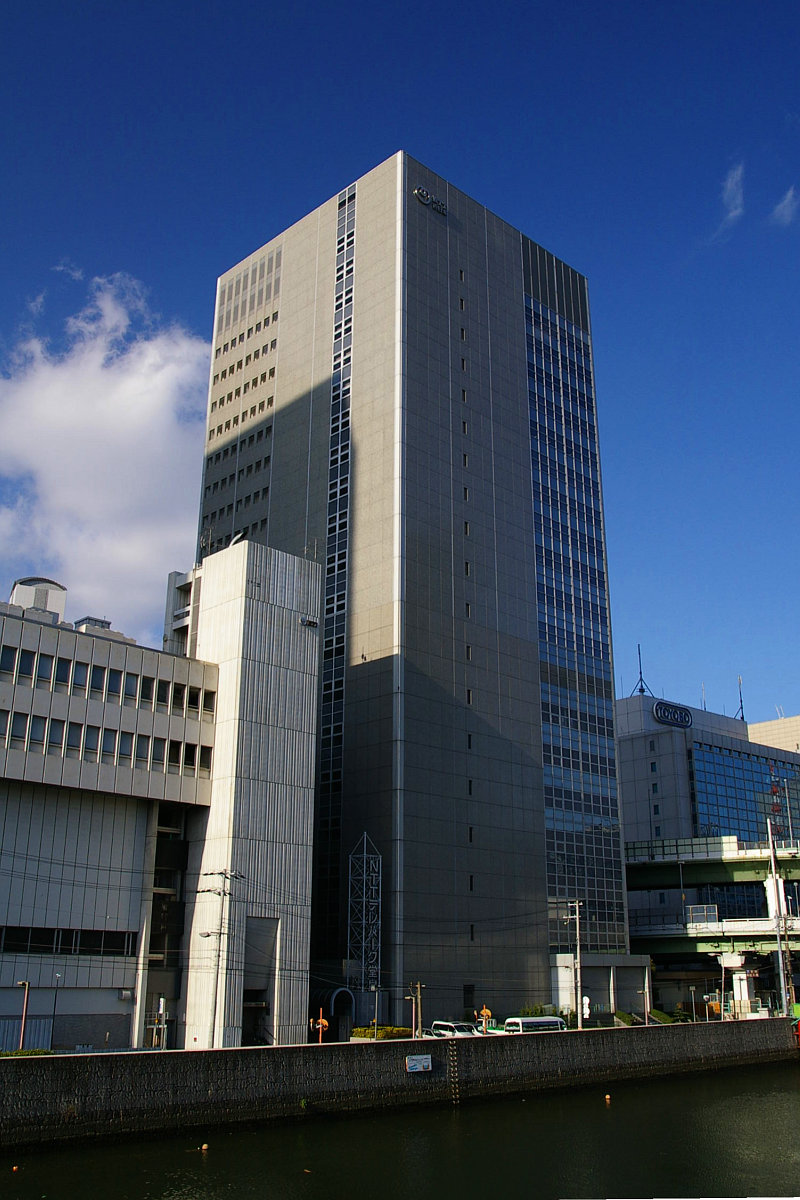
第二ビル

- 敷地面積 29,651.41m2
- 建築面積 11,522.29m2
- 延床面積 35,352m2
- 構造 S造、SRC造
- 施主 NTT西日本
- 設計 NTTファシリティーズ
- 施工 大林組、竹中工務店、錢高組、共立建設
- 竣工 2002年（増床竣工）

入居企業、棟内施設
- NTT西日本 大阪支店

## テレパーク堂島第三ビル
住所
- 大阪市北区堂島3-1-7

入居企業、棟内施設

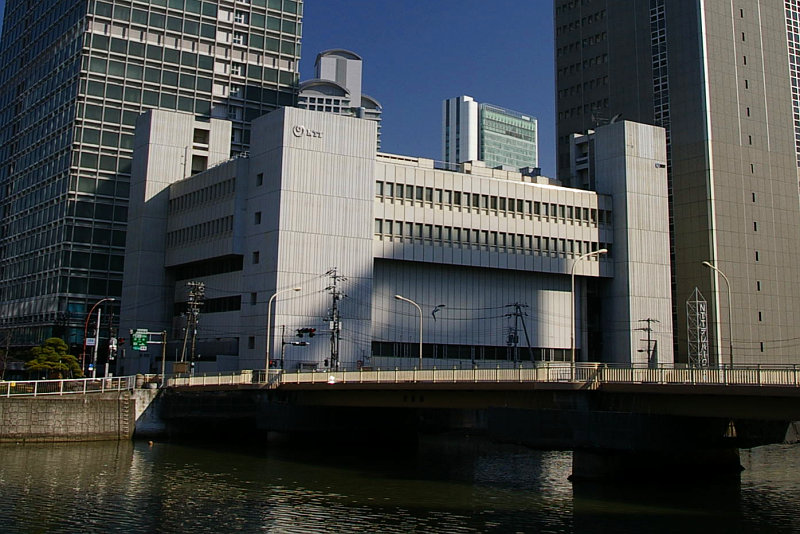
第三ビル

- NTTスマートコネクト 堂島データセンター
- JPNAP大阪（インターネットエクスチェンジ）

## NTTデータ堂島ビル
住所
- 大阪市北区堂島3-1-21

建築仕様
- 高さ 120m
- 階数 地上25階、棟屋1階、地下5階
- 敷地面積
- 建築面積 7,454m2

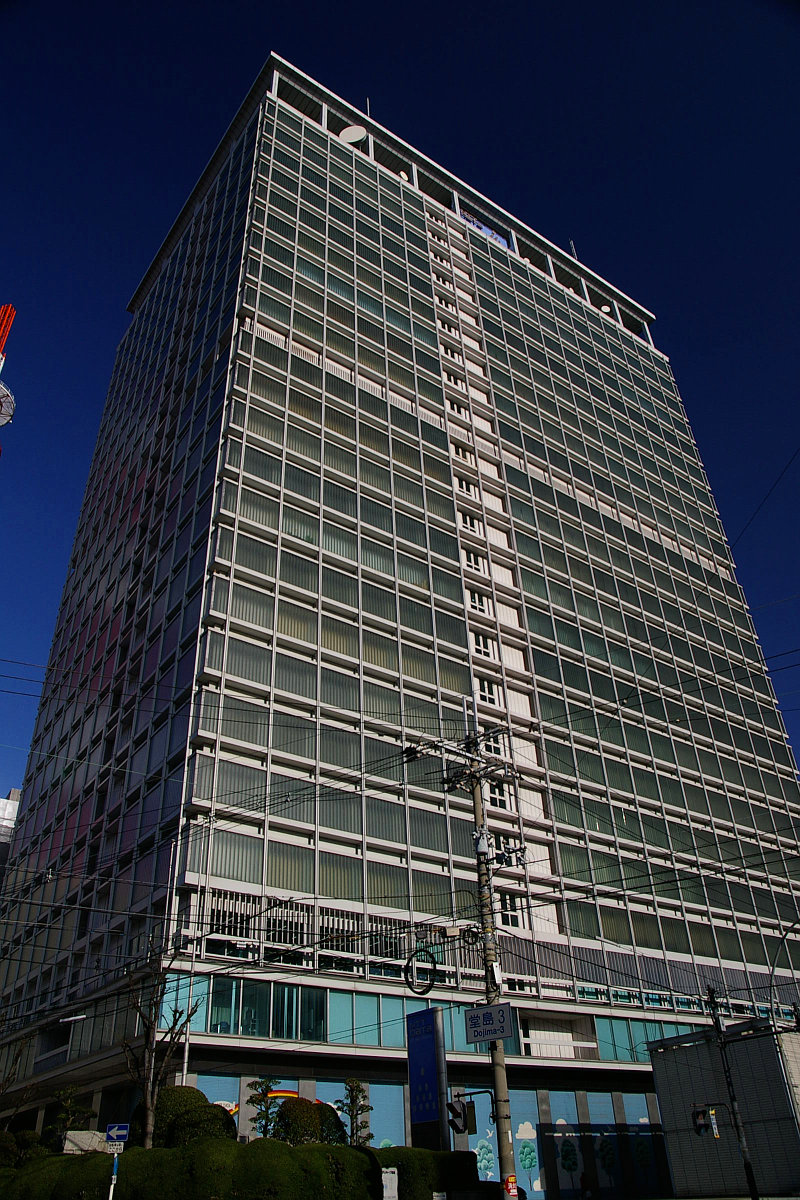
NTTデータ堂島ビル

- 延床面積 120,154m2
- 構造
- 施主 日本電信電話公社
- 設計
- 施工
- 竣工 1974年

入居企業、棟内施設
- NTTデータ
- NTTデータ関西
- NTTデータビジネスコンサルティング
- NTTデータカスタマサービス 堂島MMR (IDC)
- JPIX大阪（インターネットエクスチェンジ）
- BBIX大阪、堂島IDC（インターネットエクスチェンジ）
- JPNAP大阪（インターネットエクスチェンジ）
- NTT西日本

## ギャラリー

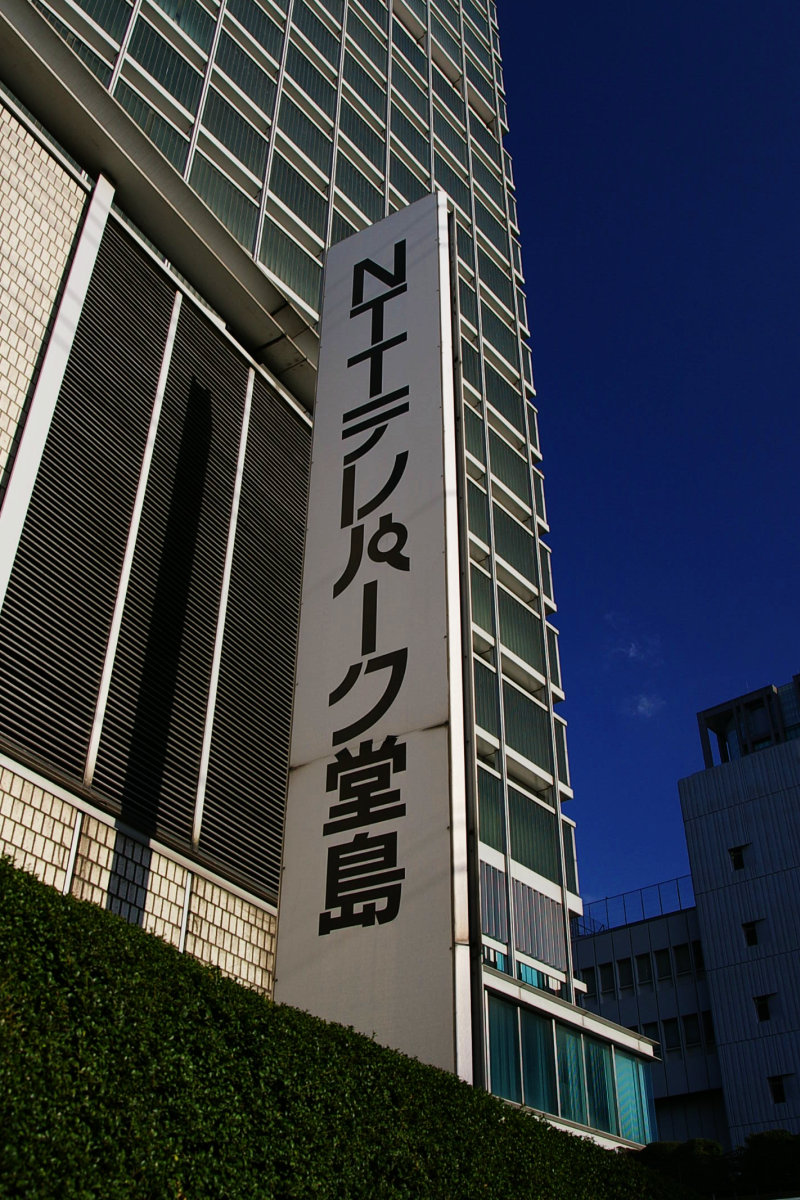
街区銘盤
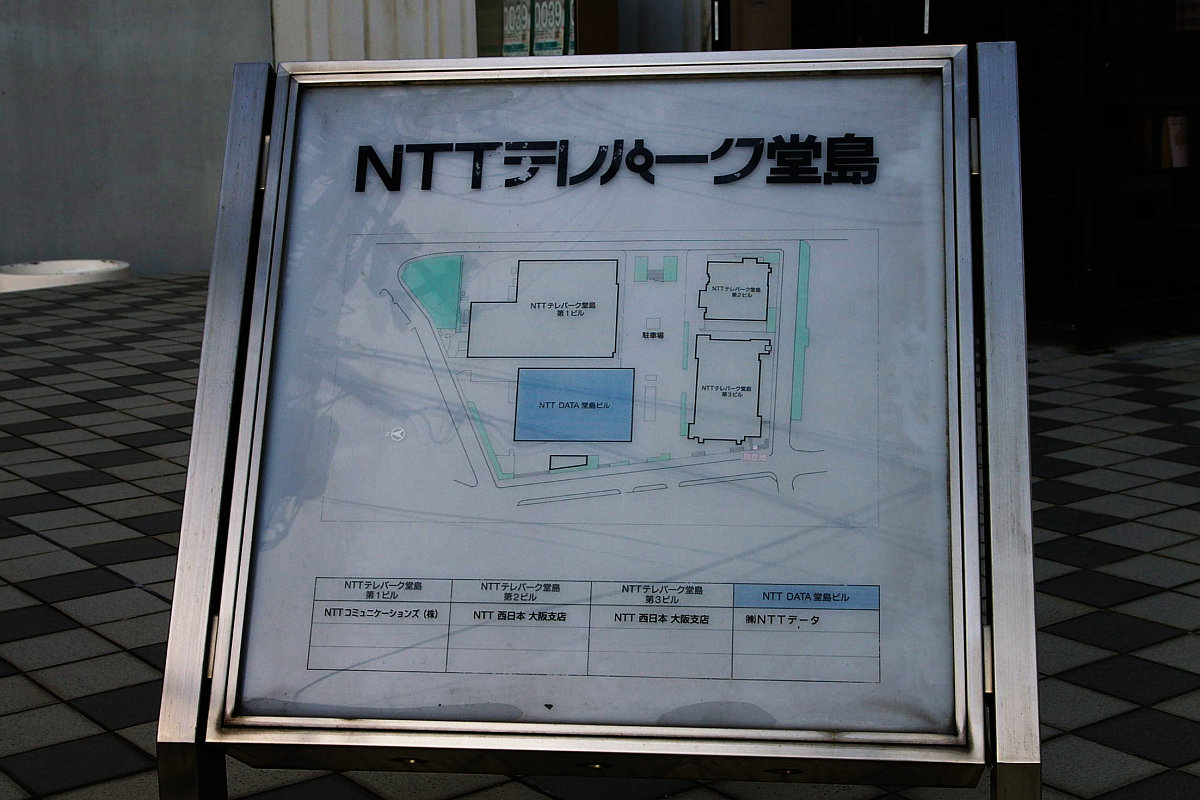
案内図

## 交通機関
- 京阪中之島線 中之島駅または渡辺橋駅 約500m、徒歩6分
- 阪神本線 福島駅 約300m、徒歩4分
- JR西日本東西線 新福島駅 約600m、徒歩8分
- JR西日本大阪環状線 福島駅 約700m、徒歩9分
- 地下鉄四つ橋線 西梅田駅 約600m、徒歩8分

座標: 北緯34度41分44秒 東経135度29分29秒 / 北緯34.695447度 東経135.491381度